# Qingshui, Suzhou
Qingshui (kinesiska: 清水) är en köping i nordvästra Kina. Den ligger i stadsdistriktet Suzhou i staden Jiuquan i provinsen Gansu, omkring 550 kilometer nordväst om provinshuvudstaden Lanzhou. Antalet invånare är 17 316. Befolkningen består av 8 513 kvinnor och 8 803 män. Barn under 15 år utgör 19,0 %, vuxna 15-64 år 73 %, och äldre över 65 år 7,0 %.